# Милица Пилетић
Милица Пилетић (Београд, 1971) српски је драматург, сценариста и универзитетски предавач.

## Биографија
Дипломирала је драматургију на Факултету драмских уметности.
Почетком деведесетих и у време студија радила је као новинар и водитељ ауторских емисија на Радио Политици.
Крајем 1999. године сели се за Подгорицу. Од 2007. године ради као сарадник у настави на катедри за драматургију Факултету драмских уметности на Цетињу.
Писала је колумне за портал Каледиоскоп.
Добитница је Награде Борислав Михајловић Михиз.
Живи и пише на релацији Београд-Подгорица.

## Дела
- Следовање, (први драмски текст о АИДС-у СРЈ, Београд, 1992, режија Ненад Пурић)
- Страва у кући Милутиновој (Београд, 1993, р. Ненад Пурић)
- Опет пакујемо мајмуне (Дадов, Београд, 1997, р. Ненад Стоименовић)
- Пад на бетл (Црногорско народно позориште, Подгорица, 2000, р. Маја Милатовић)
- Владимир и Косара (Градско позориште, Подгорица 2005, р. Сашо Миленковски)
- Том Сојер и ђавоља посла (Градско позориште Подгорица 2007, р. Никола Вукчевић)
- Докле, Атеље 212
- Буђење Јулије, Будва град Театар
- Том Сојер и ђавоља посла
- Живи су није смешно
- Опет пакујемо мајмуне, сценариста, 2004.[5]
- Ништа лично, мини-серијал, косценариста, РТ Атлас, 2007.